# Eleições municipais de Rio Grande (Rio Grande do Sul) em 1988
A eleição municipal de Rio Grande em 1988 ocorreu em 15 de novembro de 1988. O prefeito era Rubens Emil Corrêa (PDS).
Foram apurados 90.400 votos, dos quais 24.356 foram dados ao candidato do PT, Paulo Fernando dos Santos Vidal, que foi eleito, sendo seguido por Valdomiro Lima (PDT), que obteve 20.184 votos, e Walter Chaves Troina (PMDB), que recebeu 18.218 votos.
O prefeito eleito, Paulo Vidal, era Promotor de Justiça, membro do Ministério Público do Estado do Rio Grande do Sul, graduado em Direito pela Universidade Federal do Rio Grande do Sul (UFRGS).
O candidato a vereador mais votado foi Jorge Guaracy Ravara do PMDB, que recebeu 2.084 votos.